# Friedrich Carl von und zu Brenken
Friedrich Carl (Karl) Dominik von und zu Brenken (* 11. Januar 1790 auf Schloss Erpernburg bei Brenken; † 11. Juli 1867 ebenda) war ein deutscher Adliger aus dem Haus Brenken und Politiker.
Brenken, der katholischer Konfession war, war das einzige Kind von Franz Joseph von und zu Brenken (1757–1832) und dessen Ehefrau Sophie Eleonore geborene von Wolff-Metternich (1768–1848).
Friedrich Carl besuchte ab dem Wintersemester 1806 (also mit 16 Jahren) die Universität Marburg. Er studierte dort hauptsächlich Jura, aber auch Geschichte, Psychologie, Chemie und Mathematik bei den Professoren Bauer, Kreutzer, Wurzer, Justi und dem Prorektor, dem
Historiker Ludwig Wachler. Ab dem Sommersemester 1808 studierte er in Göttingen. Im gleichen Jahr wurde sein Vater in die Reichsstände des Königreichs Westphalen gewählt. Er studierte bei Beckmann Okonomie, Forstwissenschaft, Kameralistik und Polizeiwesen, bei Lueder Nationalindustrie, bei Sartorius Nationalökonomie und Politik, bei H. Schrader Forstbotanik, bei Blumenbach Naturgeschichte, bei Goede Privatrecht, bei Bengmann Pandekten und bei J. Schrader praktische Geometrie. Im Sommersemester 1810 verließ er ohne Examen die Universität.
Er stand dem Königreich Westphalen kritisch gegenüber und hasste die Franzosen. Es gelang ihm, eine Einberufung in die Armee des Königreichs Westphalen zu vermeiden und war einer der ersten, die sich im Herbst 1813 den alliierten Truppen anschlossen. Er diente zunächst als freiwilliger Jäger im Corps Nr. 165 unter Generalleutnant Prinz von Hessen-Homburg. Nach der Auflösung dieser Schwadron wurde er im Juli 1814 den freiwilligen Jägern der Grafschaft Mark zugeordnet. Sein Wunsch, preußischer Offizier zu werden, erfüllte sich jedoch nicht.
Von Oktober 1814 bis April 1815 war er als privater Besucher des Wiener Kongresses in Wien. Während der Herrschaft der 100 Tage meldete er sich erneut freiwillig zum Militär. Er verpflichtete sich als Seconde Lieutenant im 1. Rheinischen Ulanenregiment des Obristen Graf Nesselrode. Er war im August 1815 Befehlshaber des 4ten Flankierzuges des 3. Eskadron während des Frankreichfeldzugs. Da nach der Schlacht bei Waterloo keine kriegerischen Ereignisse mehr stattfanden, hatte er keine Gelegenheit, sich militärisch hervorzutun und wurde erneut nicht in preußische Militärdienste übernommen und nahm im Januar 1816 Abschied von der Armee.
Im November 1817 heiratete er Theresia von Schade († 1836) aus Schloss Ahausen bei Finnentrop. Sein Vater übertrug ihm gleichzeitig das Gut Erpernburg und zog sich selbst auf das Gut Holthausen als Altenteil zurück. Aus der ersten Ehe gingen 10 Kinder hervor. Der älteste Sohn war Reinhard Franz von und zu Brenken (1818–1870), Hermann von und zu Brenken (1820–1894) wurde Mitglied des deutschen Reichstags. Im September 1839 heiratete er in zweiter Ehe in Bonn Maria Freiin von Haxthausen. Aus der zweiten Ehe gingen drei Kinder hervor.
Als Ökonom auf Gut Erpernburg erreichte er eine erhebliche Produktionssteigerung durch die Zusammenfassung der Ländereien. Das Gut umfasste knapp 1042 Morgen Ackerland und knapp 49 Morgen Weideland, die aber auf fast 140 Parzellen verteilt waren. Nur etwa 700 Morgen Acker konnten aufgrund der Wegesituation selbst bewirtschaftet werden. Durch Flächentausch arrondierte er die Flächen in den ersten 12 Jahren und schuf so ein zusammenhängendes Gut aus 603 Morgen Ackerland und 30 Morgen Weidefläche. 1838 erwarb er Schloss Wewer mit dem dazugehörigen Gut.
Politisch vertrat er konservative Positionen. Nachdem sich herausgestellt hatte, dass Preußen nicht die Ordnung des HRR wiederherstellen wollte richtete sich dieser Konservativismus auch gegen Preußen. 1830/31, 1845 und 1854 bis 1858 war er Mitglied im Provinziallandtag der Provinz Westfalen. Er war (1830 und 1845 als Stellvertreter, danach als reguläres Mitglied) in der Kurie der Ritterschaft im Wahlbezirk Paderborn gewählt worden.